# Felix Perez Camacho
Felix Perez Camacho (nascido em 30 de outubro de 1957, em Camp Zama no Japão) é um político e executivo de software e é o ex-governador de Guam e filho do também ex-governador Carlos Camacho, ele é membro do partido Republicano. Nasceu em uma base militar no Japão, seu pai Carlos Camacho foi o primeiro governador do Guam. Em 2002 Camacho se juntou com o senador Kaleo Moylan para se candidatar ao governo de Guam, Camacho foi eleito Governador do Guam, e assumiu no dia 6 de janeiro de 2003.